# LGV Est
LGV Est européenne (uneori numită doar LGV Est) este o cale ferată de mare viteză situată în Franța, pentru transportul de pasageri. Linia leagă Parisul cu principalele orașe din estul Franței, cu punct terminus la Strasbourg. Linia asigură realizarea conexiunii de mare viteză între Paris și Luxemburg, Germania și Elveția. În ceea ce privește legăturile interne, prin intermediul LGV Interconnexion Est linia permite conectarea estului Franței la celelalte regiuni franceze deja deservite de trenuri TGV, cu legături inclusiv cu Belgia.
Regiunile franceze traversate sunt Alsacia, Lorena, Champagne-Ardenne și Île-de-France. Primii 300 km ai proiectului de 406-km, ce leagă Vaires-sur-Marne la periferia Parisului cu Baudrecourt în departamentul Moselle, au fost dați în folosință la data de 10 iunie 2007. Linia este construită pentru a asigura viteze de 350 km/h, dar actualmente serviciul comercial este limitat la 320 km/h. Este prima linie de mare viteză care utilizează această viteză în serviciul comercial precum și prima LGV ce utilizează sistemul de semnalizare ERTMS, noul sistem european de semnalizare feroviară. De asemenea este prima linie franceză utilizată de trenurile germane de mare viteză ICE.

## Proiectul

Traseul LGV Est: în roșu prima fază, cu linie punctată a doua fază, linie neagră punctată liniile clasice utilizate de TGV Est.

Proiectul se înscrie în proiectul european al magistralei europene, care va fi o legătură de mare viteză între Paris și Budapesta trecând prin sudul Germaniei și Austria. În plan național, traseul proiectului ia în calcul necesitatea unei bune deserviri a marilor metropole de la est de Paris și anume Reims și Strasbourg. Pentru a nu relansa rivalitatea dintre orașele Nancy și Metz linia trece la egală distanță între acestea. A fost construită o gară nouă situată la intersecția dintre LGV Est și linia clasică Nancy-Metz (Gara Lorraine TGV). Datorită costurilor ridicate și compexității proiectului, acesta a fost împărțită in două faze:
- de la Vaires-sur-Marne (Seine-et-Marne) lângă Paris la Baudrecourt (Moselle), unde se alătură liniei clasice Metz-Saarbrücken și Metz-Strasbourg, funțional din 2007;
- de la Baudrecourt la Vendenheim (Bas-Rhin) lângă Strasbourg, în jurul anului 2014. Până atunci TGV-urile utilizează linia clasică la viteze maxime de 160 km/h.

Pe lângă construcția liniei de mare viteză proiectul a mai cuprina și:
- construcția a trei gări speciale TGV:
  - Gara Champagne-Ardenne TGV lângă Reims (Bezannes)
  - Meuse TGV (Trois-Domaines)
  - Gara Lorraine TGV (la Louvigny, lângă Aeroportul Regional Metz-Nancy)
- modernizarea și dezvoltarea infrastructurilor terminale dintre Gara de Est din Paris și Vaires-sur-Marne pe de o parte și a liniei Strasbourg–Kehl pe de altă parte.
- Modernizarea gărilor din centrul orașelor deservite
- Electrificarea liniilor din văile Vosgilor pentru a permite accesul TGV-urilor

### Primul tronson
Lucrările de terasament au debutat în anul 2002 și au durat timp de trei ani. Au fost realizate de asemenea 327 lucrări de infrastructură și lucrări ce au permis restabilirea căilor de comunicație afectate. O atenție deosebită a fost acordată refacerii traseelor naturale ale animalelor sălbatice, fiind construite pasarele și pasaje dedicate acestora. Lucrările de montare a căii de rulare au debutat în 2004 odată cu lucrările de construcție a noilor gări. Odată cu începerea instalării echipamentelor de linie în 2005 lucrările au fost marcate de numeroase furturi de materiale, în special de cablu catenar, datorită creșterii puternice a prețului cuprului pe piața internațională.
Proiectul a fost primul de o asemenea amploare care a fost declarat proiect de utilitate publică de către Ministerul Francez al mediului. De asemenea este primul proiect feroviar de anvergură finanțat în principal de regiunile franceze și de Uniunea Europeană. Principalul contractor al acestuia este RFF (Réseau ferré de France), compania de infrastructură feroviară franceză. Lucrările de inginerie civilă au fost de asemenea acordate prin licitație diverselor sociețăți contractoare, fiind astfel primul proiect de LGV atribuit în urma unei competiții de la reforma infrastructurii feroviare franceze din 1997.
Costul total este estimat la 4 miliarde Euro, defalcat astfel:
- 61% fonduri publice
  - Guvernul francez
  - 17 autorități locale
  - Uniunea Europeană
  - Luxemburg
- 17% RFF
- 22% SNCF (inclusiv 800 milioane € pentru materialul rulant)

### Al doilea tronson

A doua fază a LGV Est.

Șantierul celei de a doua faze a proiectului, dintre Baudrecourt și Vendenheim, la 5 km nord de Strasburg, urmează să dureze 5 ani, datorită necesității construirii unui tunel de 4000 metri lungime sub masivul Vosgilor, precum și a numeroase lucrări de infrastructură necesare traversării acestuia. Costurile sunt estimate la aproximativ 1,7 miliarde €.
La data de 24 ianuarie 2007  a fost semnat un protocol de finanțare de 94 milioane € necesari lucrărilor prealabile : achiziții de terenuri, deplasări de rețele și lucrări de arheologie. În acest timp, în paralel cu exploatarea primei faze, au loc negocieri pentru reunirea capitalului necesar construcției, proiectul fiind dependent de decizii politice și bugetare.

## Istoric
- 22 mai 1992: summitul Franco-German de la La Rochelle; decizia comună a Franței și a Germaniei de a realiza o legătură feroviară de mare viteză între cele două țări, care să cuprindă pe lânga LGV Est încă două legături: o ramură nordică Saarbrücken-Mannheim și una sudică Strasbourg-Karlsruhe
- 14 mai 1996: declararea proiectului ca utilitate publică
- 2001: demararea lucrărilor de modernizare a unor stații din Germania (Kaiserslautern de exemplu) și începerea lucrărilor de modernizare a liniei convenționale Saarbrücken and Mannheim)
- 28 ianuarie 2002: începerea lucrărilor la LGV Est între Vaires and Baudrecourt
- 18 decembrie 2003: guvernul Jean-Pierre Raffarin anunță o listă de 50 proiecte de modernizare, dintre care 8 sunt legate de TGV, inclusiv a doua fază a LGV Est ce ar urma să înceapă în 2010; iar interconexiunea dintre rețeaua germană pentru ICE și cea franceză ar urma să aibă loc între 2007 și 2010
- 19 octombrie 2004: instalarea primelor șine la Saint-Hilaire-au-Temple (Marne); lucrările de terasament sunt realizate în proporție de 80%
- iunie 2006: punerea sub tensiune a catenarului între Marne și Meuse
- 31 octombrie 2006: punerea sub tensiune a catenarului pe întreaga lungime a liniei[7]
- 13 noiembrie 2006: primele teste pe porțiunea centrală a liniei la viteze de 320 km/h[8]
- 25 ianuarie 2007: un buget inițial de 94 milioane € este alocat pentru a doua fază a proiectului, cea dintre Baudrecourt și Strasbourg
- 30 ianuarie 2007: punerea în funcțiune a tuturor sistemelor pe cei 300 km.
- 1 februarie 2007: deschiderea centrului de control de la Pagny-sur-Moselle.
- 13 februarie 2007: un nou record mondial de viteză este stabilit în mod neoficial în timpul unor teste.[9]
- 3 aprilie 2007: Un nou record oficial de viteză pentru trenuri convenționale de 574,8 km/h este stabilit de un tren pe LGV Est.
- 9 iunie 2007: primul voiaj inaugural al LGV Est.
- 10 iunie 2007: începerea serviciilor comerciale.

## Recordul de viteză
Înaintea inaugurării LGV Est au fost efectuate o serie de teste de mare viteză, denumite Operațiunea V150 (referire la viteza țintă de 150 m/s). Testele au fost realizate în comun de SNCF, constructorul TGV-urilor Alstom și de proprietarul infrastructurii Réseau Ferré de France în perioada 15 ianuarie 2007 - 15 aprilie 2007. În urma unor teste la viteze din ce în ce mai ridicate, la data de 3 aprilie 2007 a avut loc încercarea oficială de stabilire a unui nou record de viteză pe cale ferată pentru trenuri convenționale. Viteza maximă de 574.8 km/h (159.6 m/s) a fost atinsă la kilometrul 191 langă localitatea Le Chemin, între Meuse și Gara Champagne-Ardenne TGV, unde există un profil de linie favorabil.
Recordul de 515.3 km/h, stabilit pe LGV Atlantique în 1990, a fost depășit în teste, în mod neoficial, de mai multe ori, prima dată fiind la data de 13 februarie 2007 cu o viteză de 554.3 km/h.

## Inaugurare
La data de 9 iunie 2007 a avut loc primul voiaj inaugural pe rețeaua TGV Est cu plecare din gara de Est din Paris la ora 7:36. Printre pasagerii notabili, la bordul trenului au călătorit François Fillon, primul ministru francez, Alain Juppé, Ministrul Dezvoltării Durabile și o serie de diplomați străini. Primul ministru a salutat evenimentul ca un simbol al capacității de inovare a Franței precum și ca un simbol european al țării, având în vedere faptul că proiectul leagă capitala franței de Strasburg, una dintre cele trei capitale ale Uniunii Europene, precum și datorită faptului că proiectul s-a bucurat și de implicarea partenerilor luxemburghezi, germani și elvețieni. La data de 10 iunie 2007 a fost dată în folosință comercială prima fază a LGV Est.

### Legături internaționale
Linia deservește legături internaționale spre Luxemburg, Germania și Elveția:
- Legătura între Paris și Germania este efectuată:
  - via Forbach, Saarbrücken și Mannheim pentru destinația Frankfurt Hbf cu trenuri ICE 3 ale Deutsche Bahn
  - via Strasbourg pentru sudul Germaniei: Karlsruhe, Stuttgart și München cu trenuri TGV-POS ale SNCF.
- Legătura dintre Paris și Luxemburg este efectuată de SNCF
- Legătura dintre Paris și Basel și Zürich în Elveția este realizată de Lyria, o filială comună al SNCF și a Căilor ferate federale elvețiene.

Circulația trenurilor pe LGV Est a fost reglementată printr-un acord între DB și SNCF, astfel încât destinațiile au fost împărțite între cele două companii, elimininând astfel concurența pe rute similare. Trenurile internaționale sunt deservite de echipe mixte SNCF-DB. Totuși acest acord este mai puțin elaborat decât acordurile similare semnate cu alți operatori pentru exploatarea serviciilor internaționale. Alleo, societatea comună formată pentru oferirea serviciilor internaționale nu dispune asemenea serviciilor Thalys sau Eurostar de material rulant propriu și nu este nici o marcă comercială, trenurile circulând sub marca TGV respectiv ICE. În plus fiecare companie își păstrează gama tarifară proprie și tradițiile în ceea ce privește rezervarea sau serviciile oferite în tren. De la darea în funcțiune a fazei a 2-a a proiectului în decembrie 2016, traseul München Hbf–Paris Est este parcurs în 5 ore și 47 de minute, față de 8 ore și 20 de minute anterior.